# Ezra Taft Benson

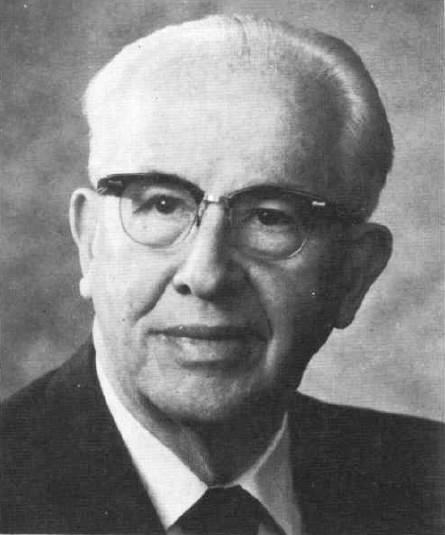
Ezra Taft Benson

Ezra Taft Benson (* 4. August 1899 in Whitney, Franklin County, Idaho; † 30. Mai 1994 in Salt Lake City, Utah) war ein US-amerikanischer Politiker und der 13. Präsident der Kirche Jesu Christi der Heiligen der Letzten Tage.

## Leben

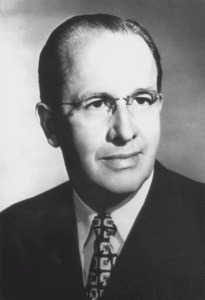
Benson als Landwirtschaftsminister der USA

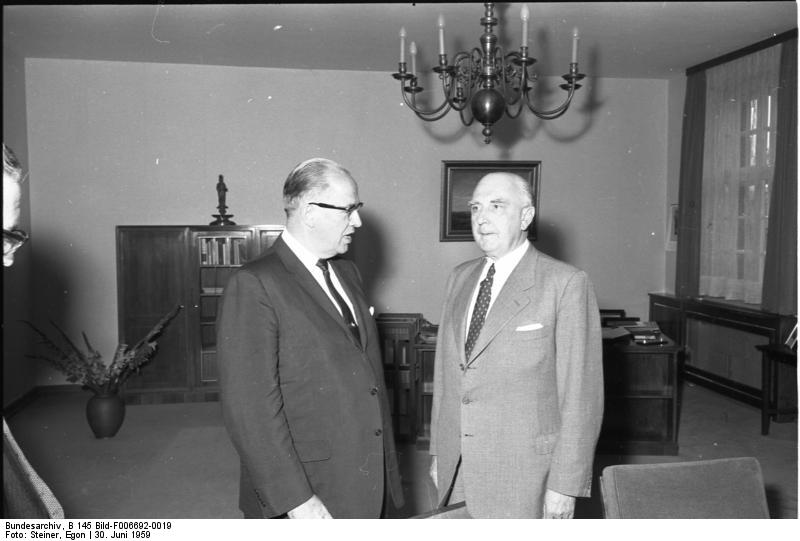
Ezra Taft Benson (links) wird von Staatssekretär Theodor Sonnemann im Bundesministerium für Ernährung, Landwirtschaft und Forsten empfangen. (1959)

Benson wurde als Sohn von George T. Benson und Sarah Dunkley Benson geboren. In den Jahren 1921 bis 1923 diente er ehrenamtlich als Missionar der Kirche Jesu Christi der Heiligen der Letzten Tage in Großbritannien. 1926 erhielt er einen Abschluss in Agrarwissenschaften und war zunächst an der University of Idaho tätig.
Nachdem er 1939 zum Generalsekretär des Bundesverbandes der landwirtschaftlichen Genossenschaften ernannt worden war, zog er nach Washington D.C. 1943 berief ihn Präsident Heber J. Grant zum Apostel der Kirche Jesu Christi der Heiligen der Letzten Tage. Nach Reed Smoot (1862–1941), der als Vertreter Utahs dem Senat der Vereinigten Staaten angehörte, war er der zweite Apostel der Kirche, der gleichzeitig ein hochrangiges politisches Führungsamt ausübte. Präsident George Albert Smith sandte ihn 1945 nach Europa, um die durch den Krieg zerstörte Kirchenorganisation wieder aufzubauen und um Hilfe für die notleidende Bevölkerung zu organisieren.
Im Jahr 1953 berief ihn US-Präsident Dwight D. Eisenhower als Landwirtschaftsminister in sein Kabinett, in dem er bis zum Ende von Eisenhowers Präsidentschaft im Januar 1961 verblieb. Benson setzt in dieser Zeit auf den Abbau von Subventionen und die Freie Marktwirtschaft. Dies führte infolge von Überproduktionen zu Preisstürzen und Bankrotten. Viele Farmer unterstützten daraufhin die Demokraten. Trotz der Kritik von Vizepräsident Richard Nixon hielt Eisenhower aber an seinem unbeliebtesten Minister fest. Im Vorfeld der Präsidentschaftswahl 1960 verkündete Nixon, im Falle seiner Wahl Benson nicht im Amt belassen zu wollen. Dieser unterstützte daraufhin Nixons innerparteilichen Konkurrenten Nelson Rockefeller. John F. Kennedy bezeichnete Nixon wiederum als „Mann ohne jeden Grundsatz“, da er ursprünglich an Bensons Programm beteiligt gewesen sei.
In seiner Amtszeit als Landwirtschaftsminister war er maßgeblich für den Aufbau und die Verteilung der sogenannten CARE-Pakete verantwortlich.
Nach dem Tod von Spencer W. Kimball wurde Benson am 10. November 1985 zum Präsidenten der Kirche ordiniert. Zu Beginn seiner Präsidentschaft betonte er die Bedeutung des Buches Mormon und forderte die Mitglieder dazu auf, es immer wieder durchzustudieren.
Er starb nach langer Krankheit am 30. Mai 1994.